# Seis poemas galegos

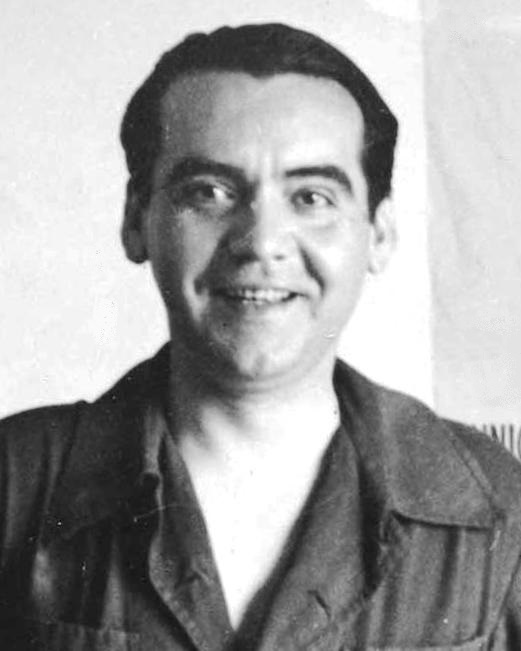
A mi llegada a Galicia, ellas [las «fuerzas formidables» de Compostela y el paisaje] se apoderaron de mí en forma tal que también me sentí poeta de la alta hierba, de la lluvia alta y pausada. Me sentí poeta gallego, y una imperiosa necesidad de hacer versos, su cantar me obligó a estudiar a Galicia y su dialecto o idioma, para lo maravilloso es igual.
Federico García Lorca, declaraciones en Buenos Aires, octubre de 1933.

Seis poemas galegos es un poemario del poeta y dramaturgo español Federico García Lorca (1898–1936), una colección de seis poemas en gallego, un homenaje al paisaje y la lengua de Galicia. Escritos entre 1932 y 1934, fueron publicados en 1935 en Santiago de Compostela por la Editorial Nós (fundada en 1927 por Ángel Casal), edición príncipe prologada por Eduardo Blanco Amor. Admirador de Rosalía de Castro, de Eduardo Pondal y Manuel Curros Enríquez, así como de los poetas medievales gallegos Martín Codax y Meendiño, y de los portugueses Luís de Camões o Gil Vicente, los poemas surgen a raíz de los viajes realizados por Lorca a Galicia desde 1931.

## Gestación
Galicia, su cultura y sus paisajes, entraron a formar parte de la vida y los recuerdos de Lorca desde su primera visita en 1916. En 1917 escribió en un artículo: «Se comprende, viendo el paisaje de Galicia, el carácter triste de sus habitantes y su música, que dice de penas, de amores, de imposibles». Al repertorio de canciones que tocaba y cantaba en los conciertos íntimos que ofrecía a sus amigos se incorporaron cántigas, romances y canciones del folclore galaico-portugués. Era admirador de la obra de Rosalía de Castro, y conocía bien la de Valle-Inclán. En su conferencia sobre Góngora («La imagen poética de don Luis de Góngora», 1926) demostraba tener conocimiento de los tres cancioneros que recogen casi la totalidad de la producción lírica galaicoportuguesa entre los siglos XII y XIV: el Cancioneiro da Vaticana, el Cancioneiro Colocci-Brancuti y el Cancioneiro de Ajuda. En 1928, en su conferencia «Las nanas infantiles», aparece de nuevo su interés por las canciones populares de Galicia y se refiere a una cuestión que le llama la atención: la presencia de numerosas canciones de procedencia gallega y asturiana en Granada, fruto de la colonización de la Alpujarra al final de la Reconquista, tema sobre el que volvió a incidir en distintas ocasiones.
Lorca tenía en Madrid varios amigos gallegos: el musicólogo Jesús Bal y Gay, los poetas Eugenio Montes y Serafín Ferro y el joven Ernesto Pérez Guerra, quien ejerció una mayor influencia sobre Lorca. Acendrado nacionalista gallego, Pérez Guerra fascinaba a Lorca «por su prestancia física, por su vitalidad, por su inteligencia y por la pasión con que hablada de Galicia y cantaba canciones gallegas».

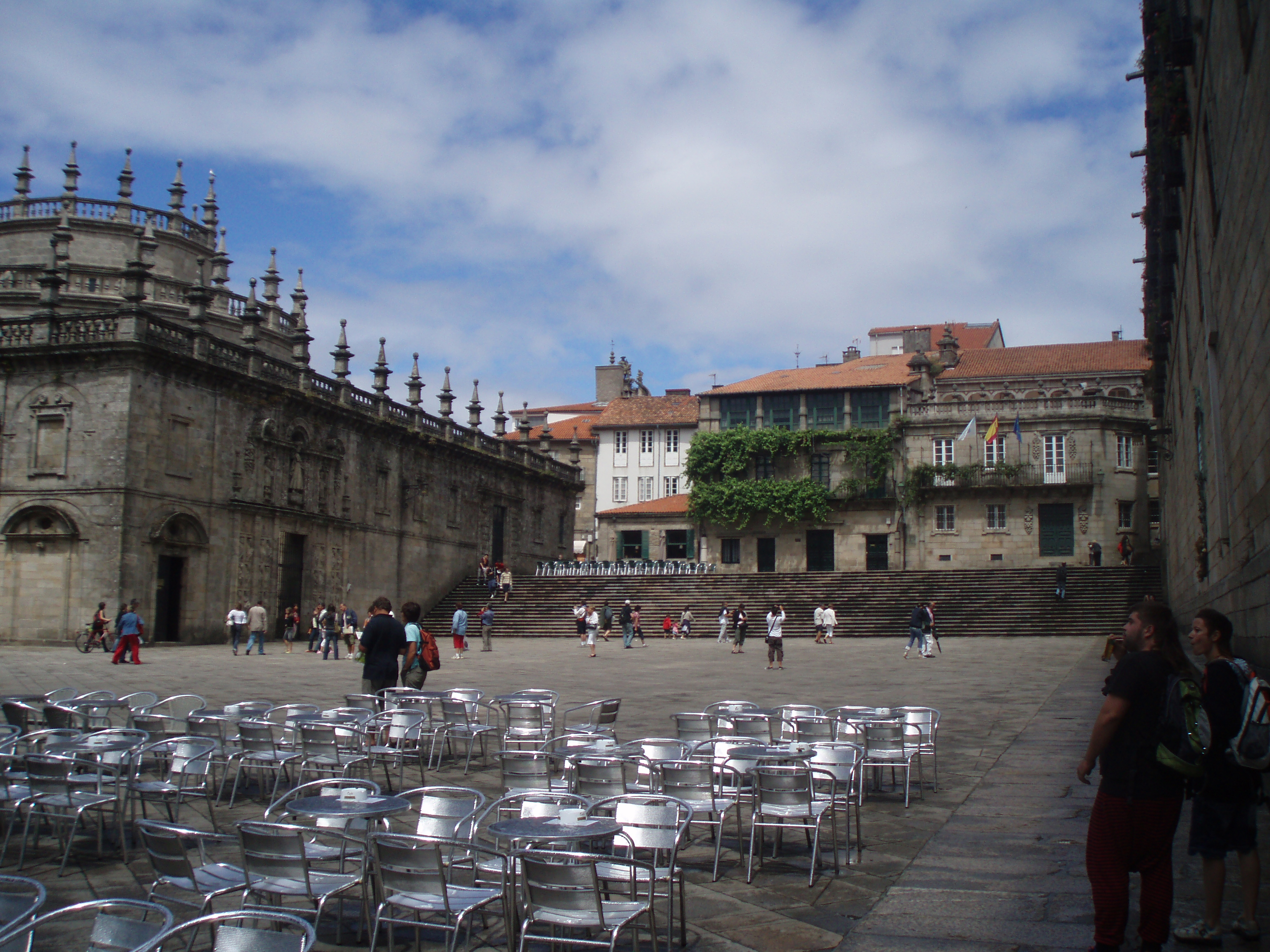
Plaza de la Quintana, en Santiago de Compostela. La Plaza de la Quintana se divide en dos niveles; el nivel superior o «Quintana dos Vivos» (Quintana de los vivos), donde estuvieron las antiguas casa consistoriales hasta su traslado a la plaza de Cervantes, y el inferior, conocido como «Quintana dos Mortos» (Quintana de los muertos), que se utilizó como cementerio hasta el siglo XIX.

En 1932, de vuelta en Galicia, Lorca estaba preparado para el reencuentro con un país que, según su biógrafo Ian Gibson, no había «dejado de subyugarle desde lejos». Su entusiasmo durante su visita a Santiago de Compostela no conocía límites. Tres meses después, se montaba el tablado de la compañía La barraca en la pequeña plaza de la Quintana, que él llamaba la «plaza-butaca», el lugar donde hace danzar a la luna en su «Danza da lúa en Santiago»:

¡Fita aquel branco galán,
olla seu transido corpo!

É a lúa que baila
na Quintana dos mortos.
¡Mira aquel blanco galán,
mira su transido cuerpo!

Es la luna que baila
en la Quintana de los muertos.
Traducción de Miguel García Posada.

Lorca expresó su deseo de escribir un poema dedicado a la ciudad, pero no parece, según Gibson, que pensara todavía en hacerlo en gallego. Es a su retorno a Madrid, comentando la cuestión con Ernesto Pérez Guerra, cuando le nace la idea de componer, entre los dos, un poema sobre el tema en la lengua gallega. En mayo o junio de 1932 nació el «Madrigal á cibdá de Santiago», donde Lorca expresa «su impresión de Compostela bajo la lluvia, mezcándola con una vaga nostalgia amorosa.»:

Chove en Santiago
meu doce amor.
Camelia branca do ar
brila entebrecido o sol.
Llueve en Santiago,
mi dulce amor.
Camelia blanca del aire
brilla oscurecido el sol.
Traducción de Miguel García Posada.

A finales de otoño de 1932 la revista Yunque publicó el «Madrigal á cibdá de Santiago» en su número de diciembre, que salió a la venta el día 6 del mes. De allí lo tomaron ese mismo mes El Pueblo Gallego de Vigo, la revista Resol de Santiago y el diario El Sol de Madrid.
En 1933 Pérez Guerra presentó a Lorca a Eduardo Blanco Amor, quien dos años después se encargó de la publicación de los Seis poemas galegos. Pese a la gran admiración de Blanco Amor hacia el poeta granadino su relación no fue estrecha aunque, en palabras de Gibson, tuvo sus «momentos de expansión». 
A su vuelta de Argentina, Lorca reemprendió la composición de sus poemas gallegos con la colaboración de Pérez Guerra, 
tarea que se vio interrumpida por la confección de su Llanto por Ignacio Sánchez Mejías, completado a finales de octubre de 1934.
Fue durante la primavera de 1935 cuando, finalmente, un tenaz Eduardo Blanco Amor consiguió de Lorca los manuscritos, con letra de Ernesto Pérez Guerra, de cinco de los Seis poemas galegos, junto a un recorte de prensa del «Madrigal á cibdá de Santiago», publicado por El Pueblo Gallego en 1932. 
Cuenta Gibson que Lorca, entregado a la creación de Doña Rosita la soltera, dio los poemas a Blanco Amor y se desentendió de su destino: «No me hables más de esto hasta que me traigas el libro». 
García Posada explica que la intervención de Blanco Amor en la redacción de los poemas consistió en la revisión ortográfica, la corrección de algunos castellanismos y la sugerencia de cambios en algunos títulos, que Lorca aceptó.
La publicación de los poemas fue anunciada por la revista Nós, en su número correspondiente a mayo-junio de 1935, entre las «nuevas obras publicadas» de la editorial. El colofón del libro lleva, sin embargo, fecha del 27 de diciembre de 1935. 
Blanco Amor prologó la edición, en la que no se menciona la colaboración de Pérez Guerra, y suprimió la dedicatoria a este de la «Cantiga de neno da tenda».

## Análisis
Lorca inicia y cierra la serie de poemas con dos homenajes a la ciudad de Santiago de Compostela. Escritos al mismo tiempo que las gacelas y casidas del Diván del Tamarit, los Seis poemas galegos muestran una extensión media similar y estructuras métricas parecidas, aunque sin recurrir al verso libre de su época neoyorquina. Lorca adoptó formas métricas tradicionales, como el romance o cuartetas asonantadas, teniendo en cuenta los elementos de la tradición literaria gallega. Miguel García Posada destaca la «fascinante» conexión entre el «Noiturnio do adoescente morto» y la «Casida del herido por el agua».
- «Madrigal á cidade de Santiago» («Madrigal a la ciudad de Santiago»), dedicado a Martínez Barbeito.[11]
- «Romaxe de Nosa Señora da Barca» («Romería de Nuestra Señora de la Barca»)
- «Cántiga do neno da tenda» («Cántiga del niño de la tienda») dedicada a Ernesto Pérez Guerra, habla del sentimiento de los emigrantes.[11]
- «Noiturnio do adoescente morto» («Nocturno del adolescente muerto»)
- «Canzón de cuna pra Rosalía Castro, morta» («Canción de cuna para Rosalía Castro, muerta»)
- «Danza da lúa en Santiago» («Danza de la luna en Santiago»)[12]

### Estructura
García Posada dice que el orden de los poemas no es «nada gratuito» y divide los poemas en tres parejas; en los dos primeros señala «una cierta esperanza, pese a la hostil presencia de elementos oscuros; les siguen la «Cántiga do neno da tenda» y  el «Noiturnio do adoescente morto», que tratan del suicidio de dos jóvenes; de los dos finales, «Canzón de cuna pra Rosalía Castro, morta» y «Danza da lúa en Santiago», señala que pese a su «significado opuesto, están enlazados claramente por una común presencia femenina».